# Міноносці типу «Тідорі»
Міноносці типу «Тідорі» (яп. 千鳥型水雷艇, Chidori-gata suiraitei) — міноносці Імперського флоту Японії першої половини 20-го століття.

## Історія створення
Міноносці типу «Тідорі» були першими японськими кораблями, побудованими відповідно до умов Лондонського морського договору 1930 року у класі 600-тонних міноносців. Кораблі були замовлені за програмою 1931 року.
Всього планувалось побудувати 20 таких кораблів. Протягом 1931—1934 років побудували 4 кораблі, решту 16, врахувавши недоліки, замовили як міноносці типу «Оторі».

## Представники
| Назва          | Верф                 | Закладений             | Спущений на воду    | Вступив у стрій        | Доля                                                                         |
| -------------- | -------------------- | ---------------------- | ------------------- | ---------------------- | ---------------------------------------------------------------------------- |
| Тідорі 千鳥    | Верф флоту, Майдзуру | 13 жовтня 1931 року    | 1 квітня 1933 року  | 20 листопада 1933 року | Потоплений 21 грудня 1944 року підводним човном «Тайлфіш»                    |
| Манадзуру 真鶴 | «Фудзінагата», Осака | 22 грудня 1931 року    | 11 липня 1933 року  | 31 січня 1934 року     | Потоплений 1 березня 1945 року                                               |
| Томодзуру 友鶴 | Верф флоту, Майдзуру | 11 листопада 1932 року | 1 жовтня 1933 року  | 24 лютого 1934 року    | Потоплений 24 березня 1945 року                                              |
| Хацукарі 初雁  | «Фудзінагата», Осака | 6 квітня 1933 року     | 19 грудня 1933 року | 15 липня 1934 року     | Захоплений ВМС Великої Британії наприкінці війни. Зданий на злам у 1948 році |

## Конструкція
Як і всі японські міноносці того періоду, міноносці типу «Тідорі» мали максимальну вогневу потужність при мінімальних розмірах. Озброєння кораблів початково складалось з 3 x 127/50-мм артилерійських установок (в спареній та одиночних установках) та двох 533-мм торпедних апаратів. Також кораблі несли по 9 глибинних бомб.
Вони значно переважали італійські та французькі кораблі, збудовані за умовами того ж договору.
Але на озброєння припадало 22,7 % водотоннажності, що становило серйозну проблему остійності при мінімальній ширині та осадці.
Вже через 3 тижні після вступу у стрій під час маневрів міноносець «Томодзуру» перекинувся, але залишився на плаву в положенні кілем догори. Загинуло 6 офіцерів та 91 матрос. Корабель був помічений однотипним «Тідорі» і відбуксирований крейсером в Сасебо, де поставлений в сухий док.
Будівництво однотипних міноносців «Манадзуру» і «Хацукарі» призупинили. В конструкцію терміново внесли ряд змін. В серпні-грудні 1936 року всі кораблі були модернізовані.
127/50-мм гармати і кормовий торпедний апарат були демонтовані, на їхнє місце були встановлені три 120/45-мм гармати в одиночних установках зі щитами. Маса озброєння зменшилась на 60 тонн.
Висота мостика зменшилась — був зрізаний один рівень. Але при цьому водотоннажність виросла до 600 тонн, оскільки додали 98 тонн баласту. Це дозволило забезпечити остійність на прийнятному рівні. Швидкість при цьому впала до 28 вузлів.
Під час війни кормову гармату демонтували, замість неї встановили 10 x 25-мм зенітних автоматів. Боєкомплект глибинних бомб зріс до 48 штук.